# حقل دولة أباد
حقل دولة أباد هو حقل غاز طبيعي يقع في جنوب تركمانستان في ولاية أخال. اكتشف الحقل عام 1974 وبدأ الإنتاج فيه عام 1982. ويقدر بنك التنمية الأسيوي حجم الاحتياطيات الغازية في الحقل بنحو 49 ترليون قدم مكعب (2005) وكان احتياطي الغاز المقدر عام 1982 عند بدأ الإنتاج يبلغ 60 ترليون قدم مكعب.
يصدر الغاز الطبيعي من الحقل دولة أباد إلى روسيا وإيران عبر خطوط أنانبيب تربطها بتركمانستان، كما تخطط تركمانستان لتصدير الغاز من حقل دولة أباد إلى الهند وباكستان عبر خط عبر خط أنابيب يمر بالأراضي الأفغانية.